# STS-122
STS-122 var en rymdfärd till den internationella rymdstationen ISS som genomfördes av den amerikanska rymdfärjan Atlantis. Rymdfärjan lyfte från Kennedy Space Center den 7 februari 2008. Starten skulle egentligen ägt rum den 6 december 2007, men på grund av tekniska problem med sensorer i den externa bränsletanken försenades den. Uppdraget hade som mål att leverera och installera modulen Columbus. Efter landningen skulle rymdfärjan komma att förberedas för nästa uppdrag STS-125, ett sista serviceuppdrag för Rymdteleskopet Hubble. Atlantis landade på bana 15 på Kennedy Space Center den 20 februari 2008 efter nästan 13 dagar i rymden. Atlantis avslutade därmed sitt 29:e uppdrag till rymden och sin 9:e färd till ISS.

## Höjdpunkter
STS-122 var ISS Assembly Flight 1E och förde Columbus till stationen tillsammans med annan utrustning. Ett felande gyroskop (CMG) byttes ut under STS-118 och återfördes till Jorden under detta uppdrag.

## Aktiviteter

### Före uppskjutning
Atlantis fördes ut till startplatta 39A den 10 november 2007.

### Förseningar
STS-122 skulle ursprungligen ha skjutits upp den 6 december 2007, men på grund av problem med sensorn som ska separera motorerna, flyttades uppskjutningen fram till den 9 december. Under detta andra uppskjutningsförsök fortsatte dessa sensorer att krångla, och uppskjutningen sköts återigen upp. Ett tankningstest den 18 december avslöjade att det troliga felet var kopplingens position. Kopplingen flyttades och uppskjutningen flyttades nu till den 7 februari, 2008, då den slutligen lyckades.

### Uppskjutning

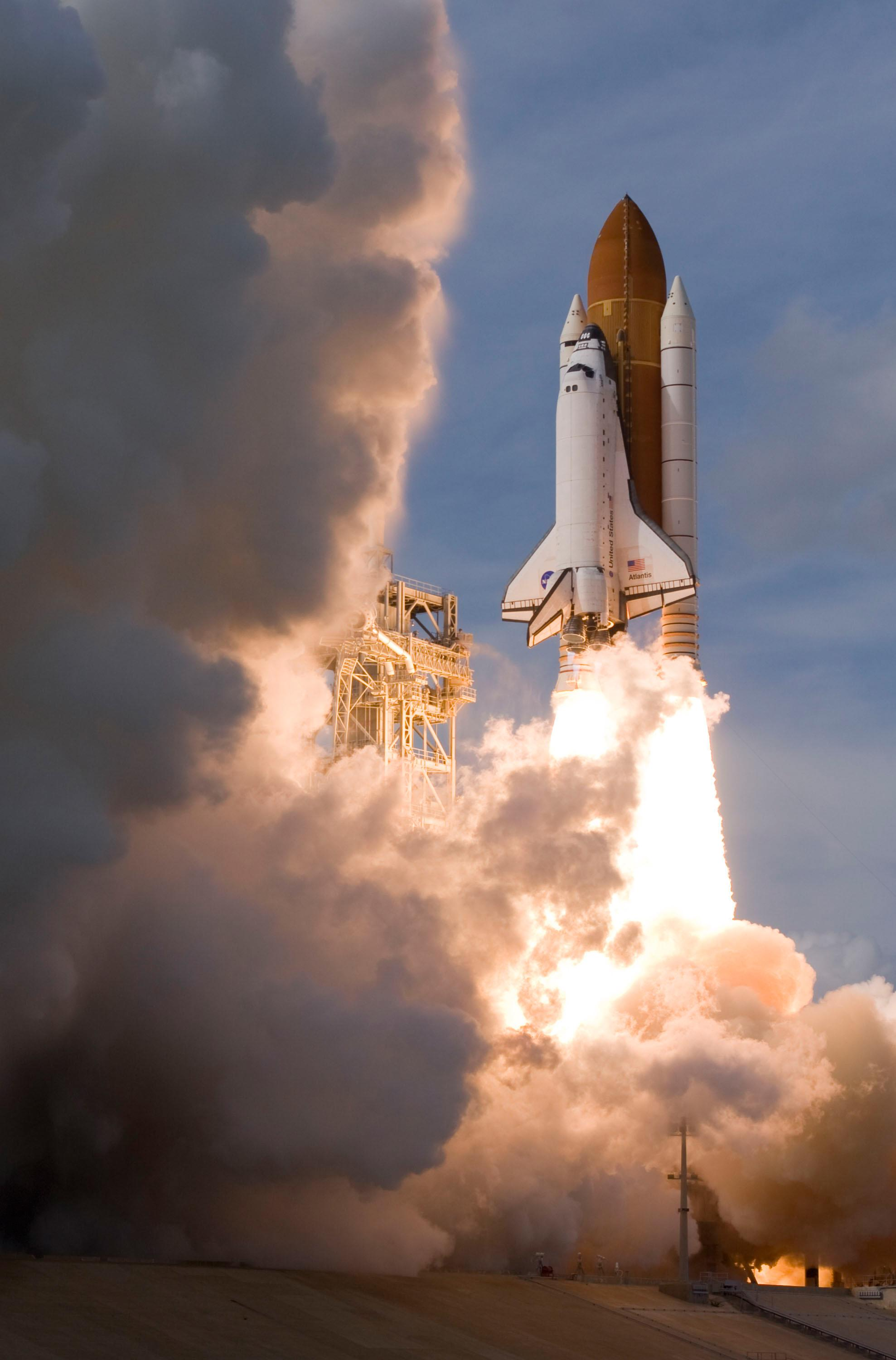
Atlantis skjuts upp

Tankningen började 10:26 UTC. Alla bränslesensorer hade fungerat  som planerat, och kl 19:35, gav uppskjutningschefen Doug Lyons Atlantis besättning klartecken att påbörja uppskjutningen. Atlantis sköts upp planenligt 19:45 UTC. Huvudmotorn lossade 19:54 UTC.
Under starten såg man att ett antal isklumpar eller något annat material som lossnade från bränsletanken. Dessa ansågs inte utgöra någon risk så Atlantis fick grönt ljus att landa vid återkomsten 13 dagar senare utan några vidare inspektioner.

### Aktiviteter dag för dag

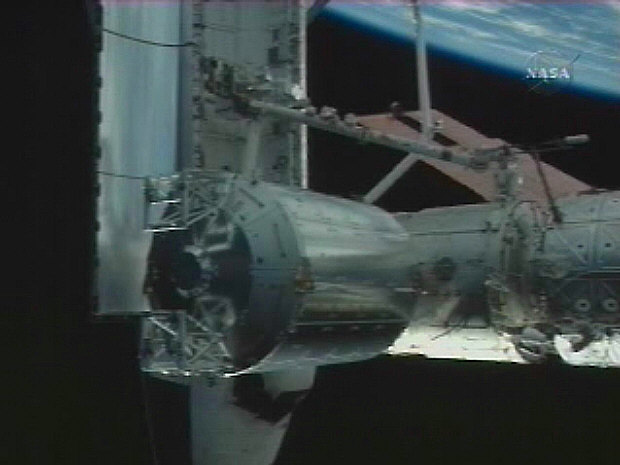
Columbusmodulen påsatt på ISS

Dag 1: Atlantis värmesköldar undersöks med rymdfärjans robotarm och lastluckorna öppnas. Förberedelser inför dockning med ISS.
Dag 2: Dockning med den internationella rymdstationen ISS, som inträffar ca. 18.17 svensk tid. En timme senare öppnas luckorna mellan de två farkosterna.
Dag 3: De tre första rymdpromenaderna flyttas fram en dag på grund av att Hans Schlegel inte mår bra. ESA bekräftar senare att det inte är något allvarligt.
Dag 4: EVA 1, Walheim och Love utför den första rymdpromenaden. Modulen Columbus får första kontakten med rymdstationen 21:29 UTC, och vid 21:44 meddelas att den sitter fast på ISS.
Dag 5: Aktivering av Columbus samt uppkoppling på ISS elnätverk. Förberedelser inför den andra rymdpromenaden.
Dag 6: EVA 2, Walheim och Schlegel utför den andra rymdpromenaden.
Dag 7: Installation av system i Columbus och planering inför EVA 3.

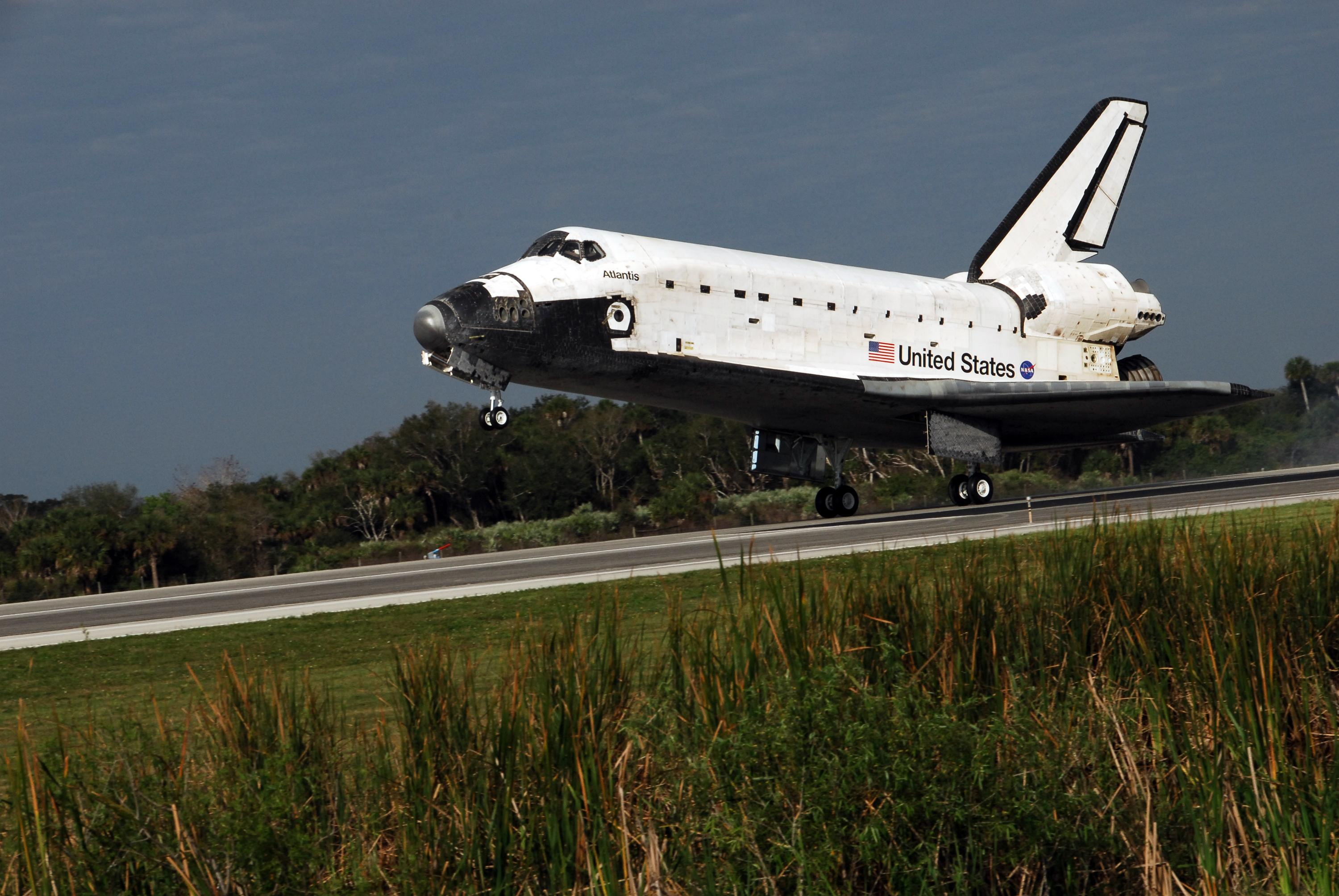
Atlantis landar på Kennedy Space Center

Dag 8: EVA 3, Walheim och Love utför den tredje rymdpromenaden. SOLAR telescope installeras under rymdpromenaden.
Dag 9: Man fortsatte att sammankoppla Columbus med ISS. Besättningen håller mediakonferenser med både amerikansk och europeisk press.
Dag 10: De sista arbetena med Columbus-modulen fortsätter, och på kvällen tar astronauterna och besättningen på ISS farväl av varandra och luckorna mellan farkosterna stängs.
Dag 11: Ca. 10.30 svensk tid lämnar Atlantis ISS. Värmesköldar inspekteras inför landningen.
Dag 12: Fortsatta förberedelser inför landningen, samt intervjuer med amerikansk media.
Dag 13: Atlantis landar kl. 15.07 svensk tid på Kennedy Space Center och därmed avslutas uppdrag STS-122.

### Rymdpromenader
EVA 1: Förberedelser med att föra över Columbus från Atlantis lastutrymme till ISS. Rymdpromenaden utfördes av Walheim och Love och var lyckad.
EVA 2: Fortsatt arbete med Columbus bland annat för att montera värmesköldar på modulen. Astronauterna bytte även ut en utvändig kvävetank. Även de sista elkablarna på kraftsystemet drogs om. Rymdpromenaden utfördes av Walheim och Schlegel och var lyckad.
EVA 3: Förflyttning av ett trasigt gyroskop från dess tillfälliga plats på ISS, det fraktades till Atlantis lastutrymme. Fler värmeskydd på Columbus monterades, och även ett antal handtag. Walheim och Love utförde rymdpromenaden.

## Besättning
- USA Stephen N. Frick, befälhavare. (2).
- USA Alan G. Poindexter, pilot. (1).
- USA Stanley G. Love, uppdragsspecialist. (1).
- USA Rex J. Walheim, uppdragsspecialist. (2).
- USA Leland D. Melvin, uppdragsspecialist. (1).
- Tyskland Hans Schlegel ESA, uppdragsspecialist. (3).

### Besättning på ISS som byttes i och med detta uppdrag
- Frankrike Léopold Eyharts ESA, uppdragsspecialist. Reste med Atlantis för att ingå i Expedition 16 på ISS. (2).
- USA Daniel M. Tani, uppdragsspecialist. Återvänder till jorden från Expedition 16.

Siffran inom parentes anger antal rymdfärder inklusive denna som personen gjort.

## Atlantis medverkan i bygget av ISS
Detta var Atlantis nionde besök på den Internationella rymdstationen. Atlantis hade därmed levererat och installerat modulerna; Destiny, Quest Airlock, Columbus samt merparten av truss. 
Atlantis deltog även i bygget av den ryska rymdstationen Mir. I juni 1995 blev Atlantis den första rymdfärja att docka med Mir. Atlantis gjorde ytterligare sex resor till Mir, och levererade bland annat en dockningsmodul som rymdfärjorna sedan använde sig av.

## Väckningar
Under Geminiprogrammet började NASA spela musik för besättningar och sedan Apollo 15 har man varje "morgon" väckt besättningen med ett särskilt musikstycke, särskilt utvalt antingen för en enskild astronaut eller för de förhållanden som råder.
| Dag | Låt                                                          | Artist/Kompositör                                                          | Spelad för         | Länk    |
| --- | ------------------------------------------------------------ | -------------------------------------------------------------------------- | ------------------ | ------- |
| 2   | The Book of Love                                             | Peter Gabriel,                                                             | Léopold Eyharts    | WAV MP3 |
| 3   | The Prairie Home Companion Theme Song                        | Pat Donohue och Guy's All-Star Shoe Band (intro och sång Garrison Keillor) | Stephen N. Frick   | WAV MP3 |
| 4   | Männer                                                       | Herbert Grönemeyer,                                                        | Hans Schlegel      | WAV MP3 |
| 5   | Fly Like an Eagle                                            | Yolanda Adams                                                              | Leland Melvin      | WAV MP3 |
| 6   | Dream Come True                                              | Jim Brickman                                                               | Rex J. Walheim     | WAV MP3 |
| 7   | Oysters and Pearls                                           | Jimmy Buffett                                                              | Alan G. Poindexter | WAV MP3 |
| 8   | Consider Yourself                                            | Oliver!                                                                    | Stanley G. Love    | WAV MP3 |
| 9   | Marmor, Stein und Eisen Bricht                               | Drafi Deutscher                                                            | Hans Schlegel      | WAV MP3 |
| 10  | I Believe I Can Fly                                          | Yolanda Adams                                                              | Leland Melvin      | WAV MP3 |
| 11  | Hail Thee, Harvey Mudd                                       | Harvey Mudd College                                                        | Stanley G. Love    | WAV MP3 |
| 12  | Over the Rainbow / What a Wonderful World                    | Israel Kamakawiwo'ole                                                      | Daniel M. Tani     | WAV MP3 |
| 13  | Always Look on the Bright Side of Life (Spamalot rendition), | Eric Idle                                                                  | Stephen N. Frick   | WAV MP3 |
| 14  | Hail to the Spirit of Liberty                                | John Philip Sousa                                                          | Alan G. Poindexter | WAV MP3 |